# باسل الشعار
باسل الشعار (15 فبراير 1982 بدمشق في سوريا - ) هو لاعب كرة قدم سوري في مركز الدفاع. شارك مع منتخب سوريا لكرة القدم. أما مع النوادي، فقد لعب مع نادي الجيش ونادي الرمثا ونادي العهد ونادي الوحدة.

## وصلات خارجية
- باسل الشعار على موقع قاعدة بيانات كرة القدم.إي يو (الإنجليزية)
- باسل الشعار على موقع ناشيونال فوتبول تيمز (الإنجليزية)